# Weng-an
Weng-an (čínsky pchin-jinem Wèng'ān, znaky zjednodušené 瓮安, tradiční 甕安) je okres v autonomním kraji Čchien-nan v provincii Kuej-čou v Čínské lidové republice. Rozloha okresu je 1961 čtverečních kilometrů a v roce 2020 v něm žilo 396 tisíc obyvatel.

## Historie
Okres Weng-an zřídila vláda říše Ming roku 1601.
Po vzniku Čínské lidové republiky okres Li-pching podléhal prefektuře Kuej-jang, později Kuej-ting, od roku 1956 An-šun a nakonec od roku 1958 autonomnímu kraji Čchien-nan. V letech 1958–1961 byl k okresu Weng-an připojen okres Fu-čchüan.